# Zweeds
Het Zweeds (svenska) is een Noord-Germaanse of Scandinavische taal met ongeveer 13,2 miljoen sprekers. Het is de meestgesproken taal in Zweden (10 miljoen sprekers) en een van de officiële talen van Finland (300.000 sprekers). In de Finse autonome provincie Åland is het Zweeds de enige officiële taal.
Het Zweeds is nauw verwant aan de andere twee op het vasteland gesproken Scandinavische talen, het Deens en het Noors. Het Zweeds en het Noors, en in iets mindere mate het Deens, zijn onderling redelijk verstaanbaar. Sommige woorden zijn anders, grammaticaal komen de talen overeen. De spelling is wel verschillend.
De woordenschat van het Zweeds bestaat bijna geheel uit Germaanse woorden. Er zijn wel wat leenwoorden uit vooral het Latijn, Frans en (Neder)Duits. Er worden geleidelijk meer woorden uit het Engels overgenomen, al dan niet aangepast of letterlijk vertaald (leenvertaling).
Kenmerkend voor de uitspraak van het Zweeds is de melodie: het is een toontaal. Er bestaan twee verschillende toonaccenten, en deze kunnen betekenisonderscheidend zijn. Het woord anden betekent, afhankelijk van de intonatie, "de eend" of "de geest". Hoe de toonaccenten daadwerkelijk worden uitgesproken is sterk afhankelijk van waar de spreker vandaan komt. In het zuiden onderscheidt men de tonen meer in de lengte dan in de toonhoogte. Bovendien wordt een woord alleen met toonaccent uitgesproken wanneer het een belangrijke grammaticale functie in een zin vervult.
De standaardtaal is het Rijkszweeds (rikssvenska) en dit is gebaseerd op de dialecten rond Stockholm en het Mälardal. Andere varianten van het Zweeds zijn het Finland-Zweeds en Estland-Zweeds.

## Verwantschap
Het Zweeds behoort tot de Indo-Europese talen, daarbinnen tot de Germaanse talen en daarbinnen de Noord-Germaanse talen. Samen met het Noors (variant-Bokmål) en het Deens behoort het tot de Oost-Scandinavische talen. Het Noors (variant-Nynorsk), IJslands en Faeröers behoren tot de West-Scandinavische talen. Het Zweeds, Noors en Deens zijn voor een groot deel onderling verstaanbaar. Vooral het gesproken en geschreven Noors en geschreven Deens (de uitspraak is totaal anders) valt voor Zweden voor 80 tot 90% te begrijpen. Soms worden deze talen dan ook wel dialecten van elkaar genoemd. Pas sinds de 19e en 20e eeuw, toen de landen na eeuwen van oorlog zich een grondgebied hadden toegeëigend, evenals door nationalistische ideeën, zijn de talen gaandeweg meer uit elkaar gegroeid. Aan weerszijden van de grenzen lijken de plaatselijke dialecten echter nog steeds sterk op elkaar.

## Verspreiding

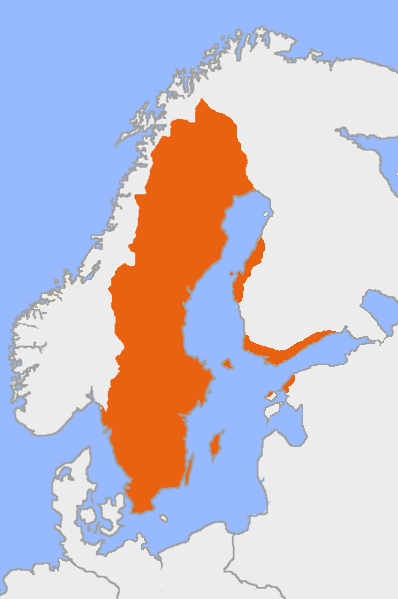
Verspreiding van het Zweeds

Het Zweeds is de nationale taal van Zweden, voor 8 miljoen de moedertaal en voor 1 miljoen immigranten de tweede taal. Het is ook een officiële taal in Finland en de moedertaal van 5,9% (ca. 300.000 mensen) van de Finse bevolking, voornamelijk aan de zuidwestkust (en op de eilanden). Op Åland is het voor 95% van de bevolking de moedertaal. Het Zweeds is een verplicht vak op de middelbare school voor Finstaligen in heel Finland (gemiddeld 2 uur per week).
Ook in Estland is er een heel klein gedeelte van de bevolking dat Estland-Zweeds spreekt. In de Middeleeuwen was dit tegen de 10% van de Estse bevolking, maar dit aantal daalt snel.
Zweeds is ook de moedertaal van een groep emigranten in de Verenigde Staten, vooral in de staten Minnesota en Illinois. Ook in Zuid-Amerika (Argentinië en Brazilië) zijn er kleine groepen Zweedstaligen.
Bovendien zijn er over de hele wereld 40.000 mensen die Zweeds leren (op volksuniversiteiten en andere scholen).

### Officiële taal
Het Zweeds is de nationale en officiële taal van Zweden. Er zijn in het parlement wel stemmen opgegaan om het de enige officiële taal van Zweden te maken, maar dat voorstel is afgewezen. In Finland is het wel een van de twee officiële talen, naast het Fins. In de Europese Unie is het ook een van de 23 officiële talen. Ten slotte is het ook in de Noordse Raad een van de drie werktalen (naast het Deens en Noors).

## Alfabet
Het Zweeds wordt geschreven met het Latijnse alfabet, waaraan na de Z [sèta] drie tekens zijn toegevoegd: Å, Ä en Ö. Deze worden als aparte letters gezien en ongeveer als [o], [è] en [eu] uitgesproken. De letter O wordt in de regel als [oe] en soms als [o] uitgesproken.
Traditioneel werd de W niet als een aparte letter maar als een variant van de V beschouwd en dus ook bij de V gesorteerd, maar sinds april 2006 geldt de W als een volwaardige letter van het Zweedse alfabet, die niet meer bij, maar na de V wordt gesorteerd. Het aantal letters komt hiermee op 29. Andere diakritische tekens komen niet voor in de Zweedse taal, behalve bij leenwoorden en eigennamen.

## Geschiedenis
Het Zweeds heeft zich ontwikkeld uit het Oudnoords, de taal die in een groot deel van Scandinavië rond de 8e eeuw werd gesproken door de Vikingen. Daarna splitste deze taal zich op in een westelijke en een oostelijke variant. Tot de oostelijke taal behoorden nu het Zweeds en Deens. Rond de 12e eeuw splitsten deze talen zich ook weer op in aparte talen. Het Zweeds werd vanaf die tijd beïnvloed door het Latijn en het Grieks en later het Duits en vooral het Nedersaksisch. Circa 25% van de totale woordenschat van het Deens, Zweeds en Noors is van Middelnederduitse herkomst. Andere schattingen gaan tot 30% of zelfs 55 tot 60%. Deze invloed vond vooral plaats in de tijd van de Hanze. Handelaren, ambachtslieden en invloedrijke personen vestigden zich in kolonies in Scandinavië. Daarnaast werden er veel woorden geleend uit het Nederlands, vooral op het gebied van de zeevaart.
In de 16e eeuw begon met de inleiding van de boekdrukkunst en de reformatie de tijd van het Nysvenska (Nieuw-Zweeds). Tot die tijd bestond er bijna alleen de spreektaal, maar door het drukken van de bijbel begon de taal steeds meer vorm te krijgen en uniformer te worden. Het Zweeds leende ook veel woorden uit het Frans. Nu is het de periode van het Nusvenska (Nu-Zweeds), die rond 1900 begon. Dit werd in gang gezet door de industrialisatie en de verstedelijking. Belangrijk was hiervoor de verandering van het aanspreken van vreemde personen met du (jij) in plaats van ni (u) (vanaf de jaren 70). Ook is het Zweeds steeds meer woorden uit het Engels gaan lenen.

## Grammatica

### Zelfstandige naamwoorden
In het Zweeds worden, zoals in alle Noord-Germaanse talen, de zelfstandige naamwoorden verbogen. Waar in het Nederlands het onbepaald lidwoord (een) wordt gebruikt, heeft het Zweeds "en" (geslachtelijk) en "ett" (onzijdig), gevolgd door de standaardvorm.
Wanneer men de woorden en bil (een auto) en ett hus (een huis) wil voorzien van een bepaald lidwoord (de of het) verandert het Nederlands alleen het lidwoord, terwijl in het Zweeds het zelfstandig naamwoord in de zg. bepaalde vorm gezet wordt: 'de auto' wordt bilen, 'het huis' wordt zo huset. Dit laat zien dat het bepaald lidwoord wordt aangehecht aan het zelfstandige naamwoord.
De bijbehorende meervoudsvormen zijn: bilar (auto's) en bilarna (de auto's), hus (huizen) en husen (de huizen).
Een ander voorbeeld aan de hand van het woord 'vis':
|                 | Enkelvoud     | Enkelvoud       | Meervoud      | Meervoud  |
| Onbepaalde vorm | Bepaalde vorm | Onbepaalde vorm | Bepaalde vorm |           |
| --------------- | ------------- | --------------- | ------------- | --------- |
| Nominatief      | fisk          | fisken          | fiskar        | fiskarna  |
| Genitief        | fisks         | fiskens         | fiskars       | fiskarnas |

Hierbij moet overigens aangetekend worden dat de vormen niet altijd hetzelfde zijn. Er zijn verschillende groepen van zelfstandige naamwoorden met andere verbuigingen. De voorbeelden hier zijn slechts om een indruk te geven van de Zweedse zelfstandige naamwoorden.

### Werkwoorden
De grootste groep regelmatige Zweedse werkwoorden eindigen in hun infinitiefvorm op -a. Net als bij andere Scandinavische talen zoals het Deens en Noors zijn de vervoegingen bij alle persoonsvormen hetzelfde en bestaat deze uit een toevoeging van de -r aan de infinitief voor de tegenwoordige tijd en -de voor de verleden tijd.
Voorbeeld:
infinitief: att tala (spreken - het woord 'att' komt alleen los voor de infinitief voor en is vrij lastig te vertalen, wel vergelijkbaar met het Engelse 'to' - 'att tala' / 'to speak', of het Nederlandse '(om) te spreken')
- jag talar - ik spreek
- du talar - jij spreekt
- han/hon talar - hij/zij spreekt
- vi talar - wij spreken
- ni talar- jullie spreken/u spreekt
- de talar - zij spreken

- jag talade - ik sprak
- du talade - jij sprak
- han/hon talade - hij/zij sprak
- vi talade - wij spraken
- ni talade - jullie spraken/ u sprak
- de talade - zij spraken

### Klinkers

Klinkerfonemen in het Standaardzweeds

## Uitspraak

### Medeklinkers
|             | bilabiaal | bilabiaal | labiodentaal | labiodentaal | dentaal | dentaal | dentaal | alveolaar | palataal | palataal | velaar | velaar | glottaal |
| ----------- | --------- | --------- | ------------ | ------------ | ------- | ------- | ------- | --------- | -------- | -------- | ------ | ------ | -------- |
| plosief     | p         | b         |              |              | t       | d       |         |           |          |          | k      | g      |          |
| approximant |           | b         |              | v            |         | d       | l       | r         |          | j        |        | g      | h        |
| frikatief   |           |           | f            | v            | s       | s       | s       | r         | ɕ        | j        | ɧ      | ɧ      |          |
| vibrant     |           |           |              |              |         |         |         | r         |          |          |        |        |          |
| nasaal      | m         | m         |              |              | n       | n       | n       |           |          |          | ŋ      | ŋ      |          |

### Omschrijvingen
Deze uitspraakregels gelden voor normale gevallen (volgens het Internationaal Fonetisch Alfabet), er zijn echter ook uitzonderingen. De gegeven Nederlandse klanken zijn slechts een grove benadering.
| Letter | Geluid | Beschrijving                                         | Voorbeeld                         |
| ------ | ------ | ---------------------------------------------------- | --------------------------------- |
| a      | [a]    | ongeveer zoals a in zal (meer open)                  | kall [kal] koud                   |
| a      | [ɑː]   | Engelse a als in father""                            | bra [brɑː] goed                   |
| e      | [ɛ]    | korte e als in bed                                   | vecka [ˈvɛˌka]]week               |
| e      | [eː]   | lange e als in beer                                  | heta [ˈheːta] heten               |
| e      | [æ]    | voor r als Engelse a in bad                          | berg [bærj] berg                  |
| g      | [j]    | voor e, i, y, ä en ö en na l en r als Nederlandse j  | gäst [jɛst] gast, älg [ɛlj] eland |
| g      | [g]    | anders als Engelse g zoals in girl                   | gammal [ˈgaˌmal] oud              |
| k      | [ɕ]    | voor e, i, y, ä en ö ongeveer als sj in sjaal        | kyrka [ˈɕyrˌka] kerk              |
| k      | [k]    | anders als k                                         | kall [kal] koud                   |
| o      | [ɔ]    | kort meestal als o in bok                            | kort [kɔʈ] kort                   |
| o      | [ʊ]    | Engelse oo als in good                               | kort [kʊʈ] kaart                  |
| o      | [uː]   | lang meestal als oe in loer                          | ko [kuː]] koe                     |
| o      | [oː]   | lange oo in boor                                     | son [soːn] zoon                   |
| r      | [r]    | rollende r                                           | rik [riːk] rijk                   |
| s      | [s]    | harde s                                              | se [seː] zien                     |
| u      | [ɵ]    | tussen oe en uu in                                   | full [fɵl] vol                    |
| u      | [ʉː]   | bijna als lange uu in vuur                           | ful [fʉːl] lelijk                 |
| v      | [v]    | Nederlandse w in wij of stemhebbende v in voor       | vara [ˈvɑːra] zijn                |
| y      | [y]    | u in super                                           | lycka [ˈlyˌka] geluk              |
| y      | [yː]   | tussen ie en uu in                                   | ny [nyː] nieuw                    |
| å      | [ɔ]    | korte o in bos                                       | sång [sɔŋ] lied                   |
| å      | [oː]   | lange oo in boor                                     | kål [koːl] kool                   |
| ä      | [ɛ]    | korte e als in bed                                   | häst [hɛst] paard                 |
| ä      | [ɛː]   | korte e als in bed, maar dan langer aanhouden        | äta [ˈɛːta] eten                  |
| ä      | [æ]    | voor r als Engelse a in bad                          | färg [færj] kleur                 |
| ä      | [æː]   | voor r als Engelse a in bad, maar langer aanhouden   | här [hæːr] hier                   |
| ö      | [œ]    | Franse œu in bœuf (doffe e, maar vooraan in de mond) | kött [ɕœtː] vlees                 |
| ö      | [øː]   | bijna als eu in deur                                 | lök [løːk] ui                     |
| ö      | [œː]   | voor r als Franse œu in sœur                         | för [fœːr] voor                   |

### Lettersamenstellingen
| Lettersamenstelling             | Geluid                   | Beschrijving                                                                 | Voorbeeld |
| ------------------------------- | ------------------------ | ---------------------------------------------------------------------------- | --- |
| dj, gj, hj, lj                  | [j]                      | Nederlandse j                                                                | djur [jʉːr] dier, gjuta [ˈjʉːˌta] gieten, hjul [jʉːl] wiel, ljus [jʉːs] licht                                       |
| kj, tj                          | [ɕ]                      | ongeveer als sj in sjaal                                                     | kjol [ɕuːl] rok, tjuv [ɕʉːv] dief                                                                                   |
| rd, rl, rn, rs, rt              | [ɖ]], [ɭ], [ɳ], [ʂ], [ʈ] | met r versmelten deze medeklinkers tot een retroflex, dus met opgerolde tong | bord [buːɖ] tafel, pärla [ˈpæːˌɭa] parel, barn [baɳ] kind, först [fœʂt] eerst, kort [kɔʈ] kort                      |
| sch, sj, skj, stj, -sion, -tion | [ɧ]                      | ongeveer als een zachte ch uitgesproken met lippen als oe                    | schack [ɧak] schaken, sjuk [ɧʉːk] ziek, skjuta [ˈɧʉːta] schieten, stjärna [ˈɧæˌɳa] ster, station [staˈɧuːn] station |
| sk                              | [ɧ]                      | voor e, i, y, ä, ö ongeveer als zachte ch met lippen als oe                  | skön [ɧøːn] mooi/lekker                                                                                             |
| sk                              | [sk]                     | anders als s+k aan elkaar                                                    | skog [skuːg] bos |

## Woordenschat
De Zweedse taal bestaat vooral uit woorden met een Germaanse oorsprong (zoals 'hus', 'kung', 'blom', 'gås'). Toen het christendom naar Zweden kwam werden er veel woorden uit het Latijn en Grieks geleend. Tijdens de tijd van de Hanze werden er ook veel woorden uit het Nederduits geleend ('fråga', 'stad', 'borgmästare'). Later ook uit het Duits. Ook werden vooral termen uit de zeevaart uit het Nederlands geleend, maar ook uit het gewone Nederlands ('skenhelig'). In de 17e eeuw werd het Frans populair als cultuurtaal en dus kwamen er veel leenwoorden uit het Frans ('nivå', 'ateljé', 'byrå'). Vanaf de 19e eeuw begon het Engels grote invloed op het Zweeds uit te oefenen ('bojkott'). Tegenwoordig gebeurt dit in hoge mate ('airbag', 'new age', 'tejp' (van tape), 'mejl' (van e-mail)).

## Dialecten
- Zie het hoofdartikel: Zweedse dialecten

## Voorbeelden
- Zweeds svenska
- Zweden Sverige
- hallo! hej!
- dag! (bij afscheid), tot ziens! hej då!
- alsjeblieft (vragend) tack
- alsjeblieft (aandringend) snälla
- alsjeblieft (aanbiedend) varsågod
- dank u, dank je tack
- geen dank ingen orsak
- hoe gaat het? hur står det till?
- goed bra
- slecht dåligt
- waar ligt...? var ligger...?
- hoeveel? (ontelbare eenheden) hur mycket?
- hoeveel? (telbare eenheden) hur många?
- waar komt u/kom je vandaan? varifrån kommer du?
- ik kom uit Nederland/België jag kommer från Nederländerna/Belgien
- spreekt u/spreek je Nederlands? talar du nederländska?
- ja ja /jâ/
- nee nej /neej/
- proost! skål! /skool/